# Surinaamse parlementsverkiezingen 2000/Kandidatenlijst/NF
Dit is de lijst van kandidaten voor de Surinaamse parlementsverkiezingen 2000 van de combinatie Nieuw Front. De verkiezingen vonden plaats op 25 mei 2000. De landelijke voorzitter en presidentskandidaat was Ronald Venetiaan.
De onderstaande deelnemers kandideerden op grond van het districten-evenredigheidsstelsel voor een zetel in De Nationale Assemblée. Elk district had een eigen lijsttrekker. Los van deze lijst vonden tegelijkertijd de verkiezingen van de ressortraden plaats. Daarvoor gold het personenmeerderheidsstelsel. De kandidaten voor de ressortraden staan hieronder niet genoemd. Nieuw Front deed in alle tien districten mee aan de verkiezingen.

## Brokopondo: 542
1. Lision Jozef Wens (NPS): 162
2. M. Baisie: 147
3. Ludwig M. Fonkel (NPS): 233

## Commewijne: 5.141
1. Hendrik S. Djoehari (PL): 535
2. Chanderdath Tilakdharie (VHP): 1.646
3. Remi Pollack (NPS): 730
4. Ronny Tamsiran (PL): 2.230

## Coronie: 414
1. Harold L.J. Bendt (NPS): 286
2. Joan Hèlen Wielzen (NPS): 128

## Marowijne: 1.738
1. Ronald A. Thomas (NPS): 247
2. Ramin Pawirodimedjo: 441
3. Cornelis Kingswijk (NPS): 1.050

## Nickerie
1. Mohamed L.A. Mahawatkhan (VHP): 1.154
2. Carmelita Ferreira (NPS): 1.404
3. Ramlall Mahabier (VHP): 235
4. Kaulessar Matai (VHP): 3.676

## Para: 3.095
1. Ronald Karwofodi (NPS): 973
2. Ronald S. Sait (PL): 805
3. Percy Stijfmeyer (NPS): 1.317

## Paramaribo
1. Ronald Venetiaan (NPS): 22.227
2. Jagernath Lachmon (VHP): 10.026
3. Fred Derby (SPA): 1.791
4. Paul Somohardjo (PL): 4.429
5. Otmar Rodgers (NPS): 221
6. Ramdien Sardjoe (VHP): 106
7. Ruth Wijdenbosch (NPS): 899
8. Roekaja Kertokalio-Moertabat (PL): 230
9. Socila Angoelal (SPA): 35
10. Adiel K. Kallan (NPS): 72
11. Willem J. Bakker (NPS): 344
12. Ewald Joemrati (NPS)
13. Robby Berenstein (SPA)
14. Mahinder Rathipal (VHP)

## Sipaliwini: 2.129
1. Leendert Abauna (NPS): 1.214
2. Walter Bonjaski (NPS): 508
3. Johan R. Lugard: 256
4. Julius Henry Lingaard (NPS): 151

## Wanica
1. Sharmila Mangal-Mansaram (VHP): 3.568
2. Dewanand Balesar (VHP): 260
3. Arnold C. Kruisland (NPS): 2.419
4. Erwin Ronodikromo (PL): 3.852
5. Heinrich Rozen (SPA): 332
6. Radjkoemar Randjietsingh (VHP): 9.408
7. Maurits Hassankhan (VHP)